# Tour de Wallonie 2008
Die 29. Tour de Wallonie ist ein Rad-Etappenrennen, das von 26. bis 30. Juli 2008 stattfand. Es wurde in fünf Etappen über eine Gesamtdistanz von 909,6 Kilometern ausgetragen. Das Rennen zählte zur UCI Europe Tour 2008 und war dort in die höchste Kategorie 2.HC eingestuft.

## Etappen
| Etappe    | Tag      | Start – Ziel            | km    | Etappensieger     | Gesamtwertung     |
| --------- | -------- | ----------------------- | ----- | ----------------- | ----------------- |
| 1. Etappe | 26. Juli | Tubize – Soignies       | 145,4 | Tom Boonen        | Tom Boonen        |
| 2. Etappe | 27. Juli | Binche – Namur          | 183,5 | Paolo Bettini     | Greg Van Avermaet |
| 3. Etappe | 28. Juli | Beauraing – Neufchâteau | 203,5 | Greg Van Avermaet | Greg Van Avermaet |
| 4. Etappe | 29. Juli | Gouvy – Seraing         | 201,9 | Gianni Meersman   | Greg Van Avermaet |
| 5. Etappe | 30. Juli | Welkenraedt – Aubel     | 175,3 | Patrice Halgand   | Sergei Iwanow     |